# Властимир Ђорђевић
Властимир „Рођа” Ђорђевић (Козница, 17. новембар 1948) је пензионисани генерал-пуковник Полиције Републике Србије и бивши начелник Ресора јавне безбедности МУП-а Србије.

## Биографија
Завршио је Правни факултет у Београду. Радио у СУП-у Зајечар као приправник у криминалистичкој служби, а потом као оперативац. Касније је био командант полицијских јединица на Косову и Метохији, а потом је прешао у Београд, где је добио посао у Републичком СУП-у Града Београда, у сектору Милиције, а у реорганизацији МУП-а 1994. године, распоређен је на место начелника Управе Милиције. У периоду од 1997. до 2001. године био је начелник Ресора Јавне безбедности МУП-а Србије. Указом СР Југославије Слободана Милошевића, 7. јула 1999. одликован је Орденом југословенске заставе првог степена.
После смене са места начелника Ресора Јавне безбедности, постао је саветник у МУП-у, а пензионисан је у мају исте године, непосредно по објављивању чињеница везаних за премештање лешева косовских Албанаца које су убиле српске снаге безбедности. По објављивању те афере Ђорђевић је напустио земљу, након чега се претпостављало да се крио у Русији.
Хашки трибунал подигао је оптужницу против њега октобра 2003. године, теретећи га за злочине почињене 1999. током рата на Косову и Метохији.
Против Ђорђевића је у августу 2006. у Београду покренута истрага о убиству браће Битићи. Он је осумњичен да је 9. јула 1999. лично наредио убиство ове тројице америчких држављана.
Ухапшен је у Будви 17. јуна 2007. године и одмах испоручен Хашком трибуналу. Суђење је почело јануара 2009. Прва пресуда донета је 23. фебруара 2011. године, и Ђорђевић је тада осуђен на 27 година затвора. Друга, правоснажна пресуда, донета је 27. јануара 2014. године и Ђорђевић је њом осуђен на 18 година затвора.
Ђорђевић је након расправе о жалби на првостепену пресуду признао да су на Косову почињени злочини над албанским цивилима и он се том приликом извинио жртвама. Притом, изјавио је да је за те злочине сазнао тек након након што је у Дунаву код Текије нађена хладњача са лешевима и да се није успротивио прикривању злочина тајним покопавањем у масовне гробнице.
Пуштен је на слободу у јуну 2025. године, после одслужења казне.